# Osiek (gromada w powiecie pasłęckim)
Osiek – dawna gromada, czyli najmniejsza jednostka podziału terytorialnego Polskiej Rzeczypospolitej Ludowej w latach 1954–1972.
Gromady, z gromadzkimi radami narodowymi (GRN) jako organami władzy najniższego stopnia na wsi, funkcjonowały od reformy reorganizującej administrację wiejską przeprowadzonej jesienią 1954 do momentu ich zniesienia z dniem 1 stycznia 1973, tym samym wypierając organizację gminną w latach 1954–1972.
Gromadę Osiek z siedzibą GRN w Osieku utworzono – jako jedną z 8759 gromad na obszarze Polski – w powiecie pasłęckim w woj. olsztyńskim na mocy uchwały nr 23 WRN w Olsztynie z dnia 4 października 1954. W skład jednostki weszły obszary dotychczasowych gromad Karwiny, Kwitajny Wielkie i Osiek ze zniesionej gminy Wilczęta, obszar dotychczasowej gromady Burdajny ze zniesionej gminy Rogajny oraz miejscowości Słobity i Karpówek z dotychczasowej gromady Słobity ze zniesionej gminy Młynary w tymże powiecie. Dla gromady ustalono 13 członków gromadzkiej rady narodowej.
Gromadę zniesiono 1 stycznia 1960, a jej obszar włączono do gromad: Bielica (wieś Burdajny), Młynary (wieś Słobity i osadę Karpówek), Wilczęta (wsie Karwiny i Dębień), Dobry (wsie Kwitajny Wielkie i Kwitajny Małe)  i Godkowo (wieś Osiek i przysiółek Szerokie Łany) w tymże powiecie.